# Wright Aeronautical
Wright Aeronautical – amerykańska wytwórnia samolotów i silników lotniczych z siedzibą w stanie New Jersey, działająca w latach 1919–1929.

## Historia
W roku 1916 firma Wright Company została połączona z firmą Glenn L. Martin Company tworząc Wright-Martin Aircraft Corporation. Jednak Glenn Martin wkrótce opuścił spółkę i we wrześniu 1917 wrócił do nazwy Glenn L. Martin Company. W wyniku tych przemian, w roku 1919 firma została ostatecznie nazwana Wright Aeronautical.
W maju 1923 Wright Aeronautical wykupiło spółkę Lawrance Aero Engine Company, przyjmując Charlesa Lawrance'a na stanowisko wiceprezesa. W roku 1925 firmę opuścił dotychczasowy prezes Frederick Rentschler (który później założył Pratt & Whitney), na stanowisku prezesa zastąpił go Charles Lawrance.
5 lipca 1929 spółka połączyła się z Curtiss Aeroplane and Motor Company, tworząc Curtiss-Wright Corporation.

## Produkty

### Samoloty
- Wright FW
- Wright F2W
- Wright XF3W
- Navy-Wright NW-1
- Navy-Wright NW-2
- Wright-Bellanca WB-1
- Wright-Bellanca WB-2 Columbia

### Silniki lotnicze
- Wright-Hispano E
- Wright Gypsy
- Wright T-2
- Wright T-3 Tornado (V-1950)
- Wright V-720
- Wright IV-1460
- Wright IV-1560
- rodzina silników Wright Whirlwind
  - Wright J-4 Whirlwind
  - Wright R-790 J-5 Whirlwind
  - Wright R-540 J-6 Whirlwind 5
  - Wright R-760 J-6 Whirlwind 7
  - Wright R-975 J-6 Whirlwind 9
  - Wright R-1510 Whirlwind 14
  - Wright R-1670 Whirlwind 14
- Wright Cyclone series
  - Wright R-1300 Cyclone 7
  - Wright R-1820 Cyclone 9
  - Wright R-2600 Cyclone 14 (Twin Cyclone)
  - Wright R-3350 Cyclone 18 (Duplex Cyclone)
  - Wright R-4090 Cyclone 22
- Wright R-1200 Simoon
- Wright R-2160 Tornado
- J59
- J61
- Wright J65
- Wright J67